# アウダイール
アウダイール・サントス・ド・ナシメント（Aldair Santos do Nascimento, 1965年11月30日 - ）は、ブラジル・バイーア州イリェウス出身の元同国代表サッカー選手。ポジションはディフェンダー。

## 経歴
16歳でCRヴァスコ・ダ・ガマのトライアウトを受けたが、不合格となった。一度はサッカーを諦めたが、CRフラメンゴのユースチームに入団。1986年、フラメンゴでデビュー。1989年にはベンフィカへ移籍、UEFAチャンピオンズカップでは決勝に進んだがACミランに惜敗した。しかしミランのエースであるマルコ・ファンバステンをよく押さえたことに加え、ベンフィカのゴラン・エリクソン監督の勧めもあり、翌年セリエA・ASローマへ移籍、守備の要としてチームを牽引した。
アベル・バルボの退団に伴いローマのキャプテンに任命され、フランチェスコ・トッティに継ぐまでの間キャプテンを務めた。1999年にはインテルへの移籍に傾いていたが、会長と話し合いと、ファビオ・カペッロ新監督が就任することにより残留した。2000-01シーズンにセリエA優勝を果たした。ローマでは2013年までアウダイールの背番号6が欠番になっていた(ケヴィン・ストロートマンの加入時、アウダイールの申し出により6番が欠番でなくなった。)。
2002-2003シーズン終了後、ジェノアCFCへ移籍。1シーズンプレーし、現役を引退した。その後はビーチサッカーの選手としてプレーしていたが、2007年7月にサンマリノのSSムラタで現役復帰を果たした。2009年に再び引退。
ブラジル代表として3度のFIFAワールドカップに出場し、1994年のアメリカW杯では、DF陣に怪我人が相次いだことによりレギュラーを務めて優勝に貢献した。1998年のフランスW杯では準優勝に貢献した。
また、1996年のアトランタオリンピックにはオーバーエイジ枠でブラジル五輪代表として出場。「マイアミの奇跡」と呼ばれた日本戦でもプレーした。この試合において路木龍次があげたクロスに対応しようとしてGKのジーダと交錯する連携ミスから、こぼれたボールを伊東輝悦に押し込まれた

## その他
田中マルクス闘莉王は、エレガントなプレーをする凄いセンターバックであると評し、憧れを口にした。
タファレルはアウダイールについて、「技術が高く、常に冷静なプレー振りであった。」と評価した。

## 代表歴

### 出場大会
- ブラジル代表
  - 1990 FIFAワールドカップ
  - 1994 FIFAワールドカップ
  - 1998 FIFAワールドカップ

### 試合数
- 国際Aマッチ 82試合 3得点（1989年-2000年）[8]

| ブラジル代表 | 国際Aマッチ | 国際Aマッチ |
| 年           | 出場        | 得点        |
| ------------ | ----------- | ----------- |
| 1989         | 15          | 0           |
| 1990         | 3           | 1           |
| 1991         | 0           | 0           |
| 1992         | 0           | 0           |
| 1993         | 0           | 0           |
| 1994         | 11          | 0           |
| 1995         | 13          | 1           |
| 1996         | 2           | 0           |
| 1997         | 20          | 1           |
| 1998         | 9           | 0           |
| 1999         | 3           | 0           |
| 2000         | 6           | 0           |
| 通算         | 82          | 3           |